# 政治辅导员
政治辅导员，一般简称辅导员或导员，是中华人民共和国高等院校中所设立的一种职业。高校辅导员可以参加某些课程的教学工作，有些拥有正式编制，参与职称评审。

## 历史
1952年10月28日，中华人民共和国教育部发出了《关于在高等学校有重点的试行政治工作制度的指示》，在《指示》中明确指出：在高校设立政治辅导处并配备辅导员，其主要任务是，在政治辅导处主任领导下辅导一个系或几个系学生的政治学习和社会活动，组织和推动教职员工政治理论学习和社会活动。1953年，清华大学向高教部、人事部请示设立学生政治辅导员的报告，开创了高校之先例。
1964年6月10日，中共中央批转高等教育部党组“关于加强高等学校政治工作和建立政治工作机构试点问题的报告”，要求在直属高校设立政治部作为党委的工作机构，并要求在二、三年内配齐班级的专职政治工作干部，其编制为平均每100名学生至少配备一人；干部的来源主要是从高校毕业生中选留解决。这一批示进一步强化了辅导员“专职政治工作干部”的角色定位。
1986年原国家教委发出《选配品学兼优的应届毕业生充实高等学校思想政治教育工作队伍的通知》、《在高校学生思想政治教育专职人员中聘任教师职务的实施意见》，1987年中共中央《关于改进和加强高等学校思想政治工作的决定》指出，要求各高校重视专职学生思想政治教育队伍的建设，建立兼职班主任和导师制，形成一支少数专职、多数兼职、专兼结合的学生辅导员队伍。
2023年，中國高校的輔導員開始實行類似「非升即走」的制度，即录取辅导员的聘期分为两段，前半段聘期期满後进行考核，通过者进入后半段聘期，并办理事业编制；不合格者不再续聘。